# 悉達·華爾頓
悉達·華爾頓（英語：Cedar Walton，1934年1月17日至2013年8月19日）是美國爵士樂鋼琴家與作曲家，並且在2010年時贏得國家藝術基金會爵士大師獎的榮譽。他出生於德克薩斯州達拉斯，並且從小的時候便由同樣為鋼琴家的母親教導其鋼琴彈奏之技巧。他在1967年時發表了第一張專輯並且以自己命字命名為《悉達！》，之後則陸陸續續自己的名義推出了30多張音樂專輯。此外他還參加其他音樂家的作品錄製，包括桑尼·史提特、亞特·布雷基、漢克·摩布利、約翰·柯川、史丹利·圖倫汀、米特·傑克遜和吉米·希斯等人皆有與其合作的經驗。2013年時他於紐約布魯克林區逝世，享年79歲。

## 外部連結
- （英文） Cedar Walton （页面存档备份，存于）